# جامعة بروكسل الحرة (ناطقة بالهولندية)
الجامعة الحرة في بروكسل (بالإنجليزية: Vrije Universiteit Brussel)‏ هي جامعة، تأسست في 28 مايو 1970، في بلجيكا، وكان مؤسسها هو Pierre-Théodore Verhaegen ‏، وهي عضوة في Top Industrial Managers for Europe ‏، وأورسيد.